# Wilhelm Zaisser
Wilhelm Zaisser, né le 20 juin 1893 à Rotthausen près de Gelsenkirchen et mort le 3 mars 1958 à Berlin-Est, est un homme politique allemand, membre du SED (parti communiste est-allemand). Il est, de 1950 à 1953, ministre de la Sécurité d'État (ou « Stasi ») au sein du gouvernement de la RDA.
Un temps pressenti pour remplacer Walter Ulbricht, soutenu en cela par les Soviétiques, il est finalement contraint à la démission en 1953.

## Biographie
Il reçoit une formation politique et militaire à Moscou, puis travaille comme conseiller militaire dans plusieurs pays dans le cadre du Comité exécutif du Komintern. En Espagne de 1936 à 1939, il est conseiller militaire auprès de l'armée républicaine puis est nommé à la tête des Brigades internationales où il est connu sous le nom de code de "Général Gómez". En 1938 et 1939, il est membre du Comité exécutif de l'Internationale communiste (CEIC) à Moscou.
De 1939 à 1943, il travaille comme rédacteur en chef de la section allemande dans les Éditions pour la littérature étrangère à Moscou. En 1943, il devient professeur à l'école Antifa plus précisément responsable du secteur allemand de la formation anti-fasciste des prisonniers de guerre et ce jusqu'en 1946.
En février 1947, Zaisser revient avec sa femme Elisabeth en Allemagne et rejoint le Parti socialiste unifié d'Allemagne (SED). Il est président de la police du Land de Saxe-Anhalt à Halle (Saale) jusqu'en 1948. En 1948 et 1949, il est ministre de l'Intérieur de Saxe et dirige, de 1949 à 1950, le département de la formation de l'administration allemande de l'Intérieur et le siège du ministère de l'Éducation de l'Intérieur. Zaisser était évidemment destiné à une carrière dans les forces militaires terrestres de la zone d'occupation soviétique. En février 1950, les dirigeants de l'Union soviétique décident que Zaisser sera chef du Ministère pour la Sécurité d'Etat (Stasi) et que Erich Mielke sera son adjoint. Le Politburo du SED coopte le 8 février 1950 Zaisser dans le comité du parti et propose au Conseil de l'élire comme candidat au Politburo. Sa nomination comme ministre est faite selon les propres déclarations de Zaisser contre sa volonté.
Après le soulèvement du 17 juin 1953, Zaisser essaie avec le rédacteur en chef de Neues Deutschland, Rudolf Herrnstadt de renverser le premier secrétaire du comité central du SED Walter Ulbricht. Ils ont de leur côté le chef du renseignement soviétique, ministre de l'Intérieur et vice-Premier ministre Lavrenty Beria qui semble après la mort de Staline être le nouvel homme fort de l'Union soviétique. Zaisser et Herrnstadt critiquent ouvertement le style bureaucratique et dictatorial de commandement d'Ulbricht et de Hermann Matern, qui alors était le président de la Commission de contrôle centrale de la discipline interne du parti. Ils les désignent comme responsables de la crise, arguant que sous leur direction, le SED ne représente plus les intérêts de la classe ouvrière. Dans la nuit du 7 au 8 juillet 1953, Zaisser préconise le départ d'Ulbricht et la création d'une direction du parti collective. Le lendemain, il part pour Moscou, où, dans l'intervalle, Beria a été renversé. Nikita Khrouchtchev, le nouveau secrétaire du Comité central du PCUS, et le Premier ministre Georgi Malenkov décident de soutenir Ulbricht.
Le 24 juillet 1953, Ulbricht au plénum du Comité central du SED présente un texte dans lequel il analyse les causes du « putsch fasciste » (selon le nom officiel utilisé en RDA pour désigner le soulèvement populaire du 17 juin 1953), accuse le nouveau cours libéral que le SED avait annoncé en juin 1953. Il reproche au groupe Herrnstadt-Zaisser une « attitude de capitulation » qui conduirait à la restauration du capitalisme. Le reste des membres du Politburo n'ose protester : commence une campagne journalistique orchestrée par Karl Schirdewan, un collaborateur d'Ulbricht, contre Herrnstadt et Zaisser désignés au public comme « trotskystes » et « ennemis du peuple allemand et du parti de la classe ouvrière ».
En juillet 1953, Zaisser est expulsé du Politburo et du Comité central du SED et destitué de sa fonction de ministre de la Sécurité d'État. En janvier 1954 Zaisser est expulsé du Parti et perd son siège dans la (provisoire) Chambre du peuple (Volkskammer) qu'il occupait depuis 1949. Son épouse doit quitter également en 1952 son poste au sein du ministère de l'Éducation. Jusqu'à sa mort, Zaisser travaille comme traducteur.
À sa mort, le 3 mars 1958, est seulement publié un court article dans Neues Deutschland qui rappelle le « légendaire général Gómez ». Le PDS (plus précisément, la Commission fédérale d'arbitrage du PDS) réhabilite Wilhelm Zaisser le 25 avril 1993.